# X Draconis
X Draconis är en förmörkelsevariabel av Mira Ceti-typ  i stjärnbilden Draken.
Stjärnan varierar mellan magnitud +10,2 och 16,4 med en period av 257,7 dygn.